# El desconocido (novela)
El desconocido es una novela escrita por Carmen Kurtz ganadora del Premio Planeta en 1956.

## Contexto
El Premio Planeta es un galardón literario creado en 1952 por José Manuel Lara Hernández, fundador de la editorial Planeta. Su objetivo principal era promover a los escritores de lengua castellana en un mercado literario dominado por autores anglosajones. Desde sus inicios, el premio jugó un papel importante en la profesionalización de la escritura, ya que los ganadores suelen recibir una gran atención mediática que los convierte rápidamente en autores populares. Fue la segunda mujer ganadora del premio, la primera había sido Ana María Matute con Pequeño teatro en 1954.
El regreso de los soldados de la División Azul, tras casi diez años en los campos de concentración soviéticos, fue retratado de diversas maneras. Mientras que otros libros de la época ensalzaban la vuelta de los "héroes" con un tono patriótico, Carmen Kurtz se alejó de esa visión propagandística. Su obra explora las dificultades que enfrentaron estos hombres al intentar readaptarse a la vida cotidiana, tras haber sido dados por muertos. Además, enfocó la narrativa desde una perspectiva femenina, centrándose en las esposas y novias que habían esperado durante años y que ahora enfrentaban el reto de reconocer y convivir con los que regresaban, muchas veces unos desconocidos.
La novela alcanzó las diez ediciones.

## Sinopsis
La novela plantea el regreso de Antonio Rogers de la Unión Soviética en 1954, a donde marchó en 1942 con la División Azul. El reencuentro con su mujer será difícil para ambos y más aún para ella, que tras rebelarse por tener una identidad, se resignará a fingir para tener una vida sin riñas ni sobresaltos.

## Reconocimientos
En 1956, la novela El desconocido ganó el quinto Premio Planeta.